# Серхіо Альварес Діас
Серхіо Альварес Діас (ісп. Sergio Álvarez Díaz; нар. 23 січня 1992, Авілес) — іспанський футболіст, півзахисник клубу «Ейбар».

## Ігрова кар'єра
У дорослому футболі дебютував 2009 року виступами за другу команду хіхонського «Спортінга», а з наступного року почав виступати за основну команду клубу, відігравши за неї вісім сезонів.
2018 року уклав контракт з «Ейбаром».